# St. Jakobus der Ältere (Heufurt)

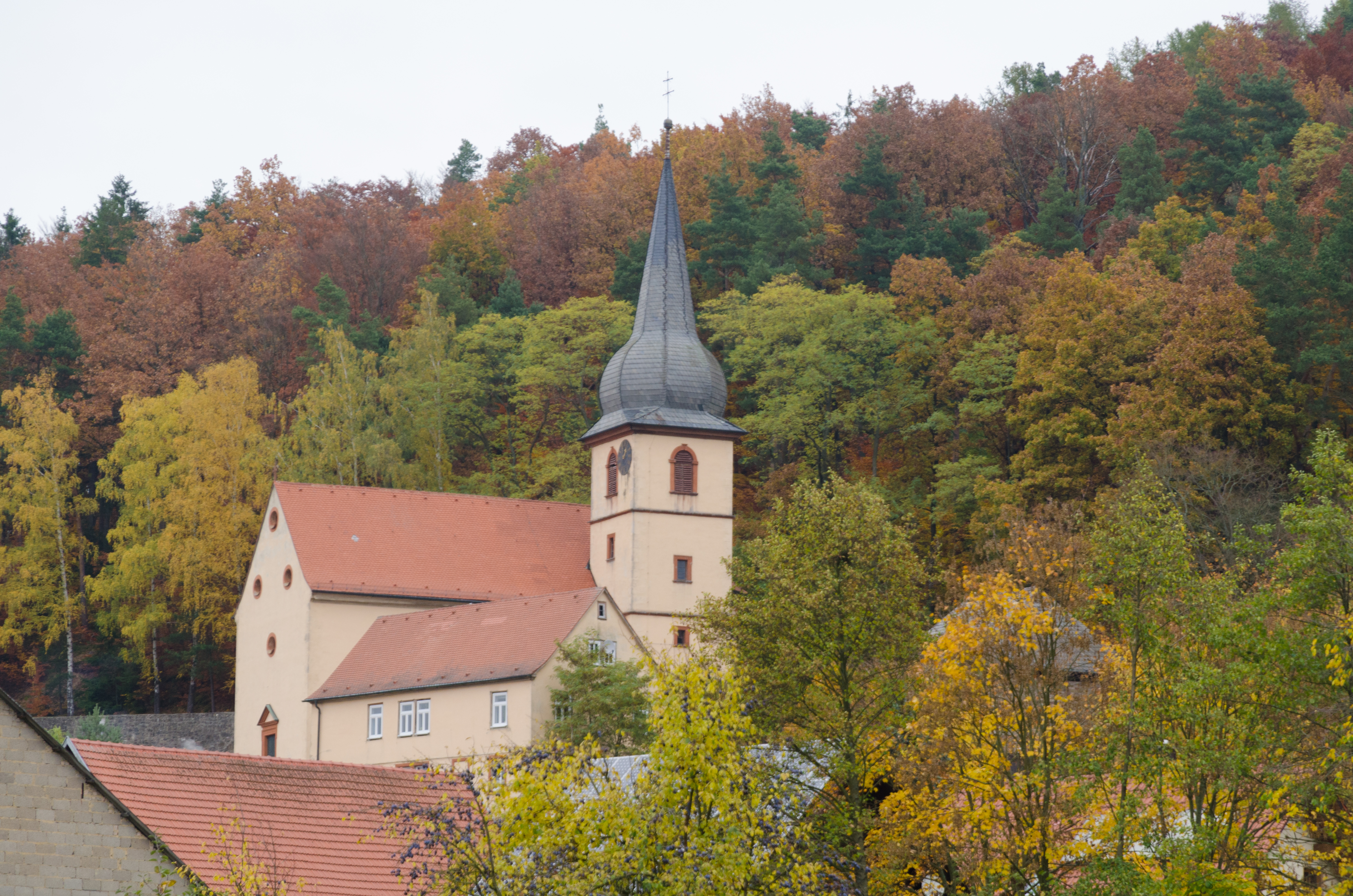
Die Kirche St. Jakobus der Ältere in Heufurt

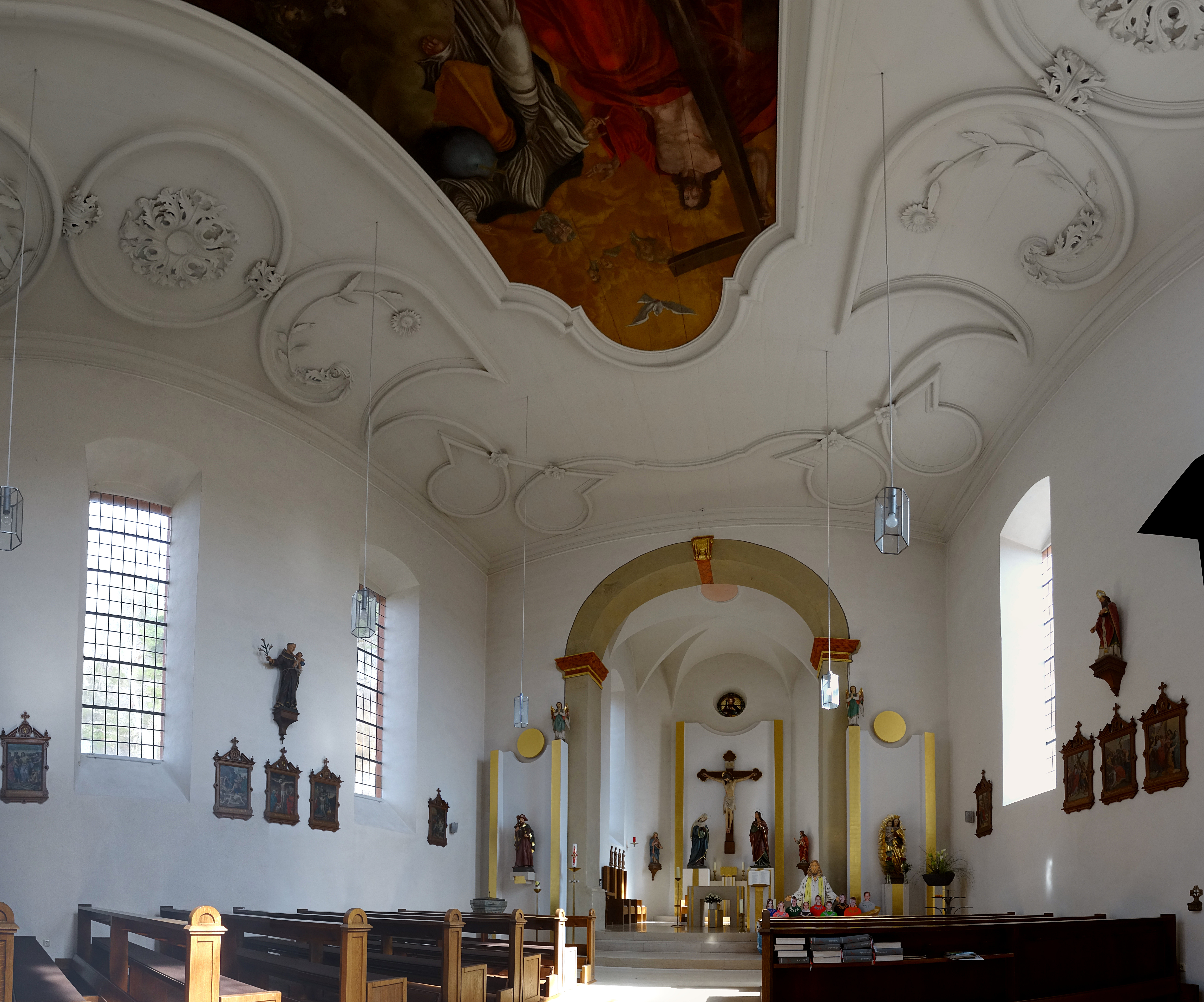
Innenraum der Kirche

Die römisch-katholische Filialkirche St. Jakobus der Ältere ist die Dorfkirche von Heufurt, einem Stadtteil von Fladungen im unterfränkischen Landkreis Rhön-Grabfeld. Heufurt ist ein Teil der Pfarreiengemeinschaft Fladungen – Nordheim. Die Kirche gehört zu den Baudenkmälern von Fladungen und ist zusammen mit der Kirchhofmauer unter der Nummer D-6-73-123-65 in der Bayerischen Denkmalliste registriert.

## Geschichte
Heufurt ist eine Filiale der Pfarrei Nordheim. Wann diese gegründet wurde, ist unbekannt. Der Chor, der Kirchturm und die Sakristei sind spätgotisch. Das Langhaus wurde im Jahr 1710 erbaut.

## Beschreibung
Der Chor im Osten mit Fünfachtelschluss hat eine, das Langhaus mit Satteldach drei Fensterachsen. Die Fenster sind Segmentbögen. An der Stirnwand des Chors und der westlichen Wand des Langhauses befinden sich kleine runde Fenster. Im Unterschied zur flachen Stuckdecke des Langhauses hat der Chor ein Kappengewölbe. Der dreigeschossige Kirchturm steht an der Südseite des Chors. Er hat einen spitzen Helm und rundbogige Schallfenster.

## Ausstattung
Die Kirche wurde in den Jahren 2010 und 2011 umgestaltet. Teile der barocken Ausstattung sind noch vorhanden. Am Hochaltar ist eine Kreuzigungsgruppe angebracht. Die Seitenaltäre besitzen Figuren des Kirchenpatrons (links) und der Muttergottes (rechts). Das Deckengemälde stellt die Himmelfahrt Mariens dar. Die Orgel geschaffen 1970 von der Orgelbaufirma Hey Orgelbau hängt an der westlichen Wand. Die Kirche verfügt über ein vierstimmiges Mollgeläut mit den Tönen es′, ges′, as′ und b′. Die Glocken wurden im Jahr 1949 von der Glockengießerei Grüninger in Neu-Ulm gegossen.